# Kellie Martin
Kellie Noelle Martin (født 16. oktober 1975) er en amerikansk skuespiller og stemmeskuespiller. Hendes første optræden var i TV-serien Father Murphy som varede fra 1981 til 1983.